# حيدر يازجي
حيدر يازجي فَنَّان تَشْكيلي سُوري وُلِد في مدينة أَنْطَاكِيَة عام 1946  م، وَانْتَقَلت عَائِلَتُه إلى مَدِينة حَلب بَعْد أَنْ سَلَخَت تُركيا بالاتِّفَاقِ مَعَ فَرَنْسا لِواءَ اسْكندرون عَنْ سُوريا،، تَرَعْرَعَ وتعلم فِي مَدِيْنَةِ حَلَب، وَكَان مِنْ أَوَّل الدَّارِسِين فِي مَرْكِز الفُنُون التَّشكيليَّة عَام 1961  م، وَأَوَّل الخِرِّيْجين عَام 1963  م، وَبَعْد تَخرِّجهِ أَقَامَ أَوَّلَ مَعْرض فَرْدي لَهُ في معرض الربيع بمَدينَةِ حَلَب، فَازَ بالجَّائِزة الأُولى لِمَعْرض طُلَّابِ مَرَاكِزِ الفُنُونِ التَّشْكِيليَّة وَخِرِّيْجيْهَا، وَالذي أُقِيْمَ فِي مَدينَة حِمْص عام 1964  م. وَانْتَسَبَ إلى كُليَّة الفُنُون الجَمِيْلة فِي دِمَشق عَام 1969  م وَحَصَل عَلى الجَّائِزَة الأُولى لِطُلًّاب الجًَامِعَة السُّوريَّة كَمَا كَانَت تُسَمَّى آنَذَاك. أُوْفِدَ لِلْدِرَاسَة فِي المَعْهَد العَالي لَلفُنُون السِّينَمَائِيَّة فِي مُوْسْكُو، وَتَخَرَّج مِنْه عَام 1977  م بدَرَجَةِ «إمتياز شرف» عَنْ دِرَاسَةِ الدِّيكُور السِّينَمَائِيّ وَالتِلِفِزْيُونِيّ، وَحَصَلَ فِي العَامِ نَفْسِهِ عَلى المَاجستير فِي الرَّسْمِ وَالتَّصْويْرِ الزَّيْتِيّ. أَمْضَى إِحْدَى عَشَر عَاما فِي مُوْسْكُو وَعَادَ بَعْدَهَا إلى دِمَشْق. عُيِّنَ مُديْرًا لِمهرجان المَحَبَّة الثَّانِي فِي اللَّاذِقِيَّة، وَمِنْ ثُمَّ مُديْرًا للعَلاقَاتِ العَامَّةِ فِي الهَيْئَةِ العَامَّة لِلإذَاعَة وَالتَِلِفِزْيُونْ، وَشَغَلَ مَنْصِبَ نَقِيْبِ الفَنَّانِينْ التَّشْكِيْليِّين عَام 2000  م، وفي العام 2001  م عَمِلَ مُدِيرًا للمَرْكَز العَرَبِيّ لِلتَدريبِ الإِذَاعِيِّ وَالتِلِفِزْيُونِيِّ فِي دِمَشْق، كَمَا كَانَ عُضْوًا فِي لَجْنَةِ تَحْكِيْمٍ لِكَثِيْرٍ مِنَ الأَعْمَال الفَنيَّةِ وَالسِينِمَائِيَّةِ وَالتِلِفِزْيُونِيَّةِ، وَعُضْوًا فِي اللَّجْنَة العُلْيَا للمُقْتَنَيَاتِ وَالأَعْمَالِ الفَنيَّة وَالنَصْبيَّة فِي سُوريا. تُوُفِي فِي دِمَشْقَ بتاريخ 9 تشرين الأول 2014، وَدُفِنَ فِي مَقْبَرَة أَبْنَاءِ لِوَاءْ إسْكَنْدَرُون بمَدِينَةِ اللّاذِقِيَّة.

## أعماله الفنية
عُرِفَ عَنْ حَيْدَر يَازجي أَنَّهُ فَنَانُ الوَاقِعِيَّة الهَادِفَة، وَ تَأَثُّرُهُ بالمَدْرَسَة الانْطِبَاعِيَّة، وَتَجَسَّدَ ذَلك مِنْ خِلال نَقْلِهَا فِي أَعْمَالِه، كَمَا أَبْدَعَ فِي رَسْمِ الأَشْخَاصِ بمَقَاسَاتِهِم الحَقِيْقِيَّة أَوْ القَريْبَةِ مِنْهَا. وَمِنْ أَشْهَرِ أعَمَالِهِ الفَنِيَّة لَوْحَةٌ بِعُنْوَانْ «عِنْدَ البُحَيْرَة» التي رَسَمَهَا عَام 1979  م فِي مٌوْسْكُو عِنْدَ بُحَيْرَة «بولشايا بيروغوفسكايا». كَمَا رَكَّزَ فِي أَعْمَالِه عَلى الظُّرُوفِ المُحِيْطَةِ ، وَالتي كَانَتْ حَسْبَ رَأْيِهِ: «تُؤَدِّي دَوْرًا هَامًا فِي عَطَاءِ الفَنَّانِ التَّشْكِيْلِي وَفِي قُدْرَتِهِ عَلى تَطْوِيْرِ مَوْهِبَتِه». وَلَوْحَةٌ بعُنْوَانْ انْتِظَارْ وَهِي لِسَيِّدَةٍ تَرْتَدِي حُلَّةً سَوْدَاءَ جَالِسَةٌ في انْتِظَارِ مَوْعِدِ دَفْنِ وَالِدَتِهَا، حَيْثُ أَرَادَ يَازجي أَنْ يَدْخُلَ إلى العَالَمِ الدَّاخِلِيِّ لِهَذِهِ السَّيِّدَة لِيَنْقُلَ التَعْبيْر الإنْسَانِي الظَّاهِر عَلى وَجْهِهَا، وَسُكُوْنِ جَلْسَتِهَا التي اسْتَسْلَمَتْ لِهَذِهِ اللَّحَظَاتِ الحَزِيْنَةِ، رُسِمَتْ هَذِهِ اللُّوحَة عَام 1974  م، وَكَانَ سَبَّاقًا فِي الرَّسْمِ المُبَاشَرِ عَنْ الطَّبيعَةِ، إذْ رَسَمَ فُنْدُقَ بارون وَالجَّامع الأَمَوِيّ فِي حَلَبْ وَحَدِيقَتُهَا العَامَّة. كَمَا أَنَّهُ مُبْدِعُ بَانُورَامَا حَرْبِ تَشْريْن التَحْرِيْرِيَّةِ، وَلَوْحَةٌ «ديورامية» عَنْ حَرْبِ تِشْرين وَتَحْرِيْرِ مَرْصَدَ جَبَلِ الشَّيْخْ. وَلَوْحَاتٌ أُخْرى مِنْهَا لَوْحَةُ «الغجرية» التي رَسَمَهَا عَام 1974  م.

## الهوامش
1. ↑  محمود؛ شاكر (1996). التاريخ الاسلامى-التاريخ المعاصر (ط. الثانية). المكتب الإسلامي. ج. 17. ص. 69–70. مؤرشف من الأصل في 2020-04-15.
2. ↑  أريج؛ بوادقجي. حيدر يازجي. دمشق: ا ّ هليئة العامّة السّوريّة للكتاب. ص. 23. مؤرشف من الأصل في 2019-10-04.
3. ↑  أريج؛ بوادقجي (2018). حيدر يازجي. دمشق: الهيئة العامة السورية للكتاب. ص. 25. مؤرشف من الأصل في 2019-10-04.
4. ↑  أريج؛ بوادقجي (2018). حيدر يازجي. دمشق: الهيئة العامة السورية للكتاب. ص. 26. مؤرشف من الأصل في 2019-10-04.